# 工人阵线 (西班牙)
工人阵线（西班牙語：Frente Obrero，缩写为FO）是西班牙的一个政党，为霍查主义政党马列主义党（共产主义重建）于2018年10月成立的外围组织，并于2019年3月13日注册为独立政党。截至2024年，该党由罗伯托·瓦奎罗领导。